# Хенни-Пенни

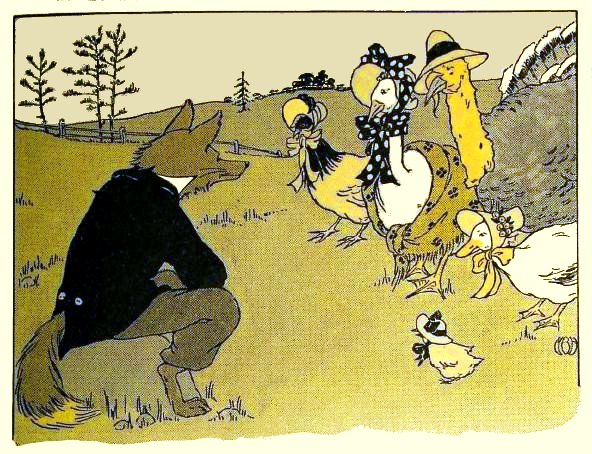
Лис встречает Хенни-Пенни и её попутчиков, иллюстрация 1916 года

Хенни-Пенни (англ. Henny Penny, Hen-Len), Цыплёнок Цыпа (англ. Chicken Little, Chicken Licken) — английская народная сказка.

## Сюжет
Курице Хенни-Пенни на голову падает жёлудь, однако она думает, что на самом деле на неё упало небо, из-за чего она собирается в путь, чтобы рассказать об этом королю. По пути она встречает петуха Коки-Локи (англ. Cocky Locky), уточку Даки-Лаки (англ. Ducky Lucky, Даки-Даддлз англ. Ducky Duddles), гуся Гузи-Пузи (англ. Goosy Poosy, англ. Goosey Loosey) и индюка Тёки-Лёки (англ. Turkey Lurkey), которые присоединяются к ней. Неожиданно они встречают лиса Фокси-Локси (англ. Foxy Loxy, Фокси-Уокси англ. Foxy Woxy, англ. Foxy Coxy), который говорит им, что король живёт в другой стороне и обещает показать им короткую дорогу, но на самом деле заманивает их в свою нору, чтобы съесть. Но птичка, вспорхнувшая на ветку над норой, предупреждает их об опасности и перепуганные путешественники убегают домой. Также существуют варианты, где лис съедает Хенни-Пенни и всех её попутчиков.
Мораль сказки заключается в том, что перед тем, чтобы сначала что-либо сделать, надо подумать, и что не стоит верить всему наслово.

## Варианты у других народов
Самым близким по сюжету и действующим лицам является датская народная сказка, зафиксированная библиотекарем Юстом Тилем в 1823 году. Однако аналогичные сюжеты (в указателе сюжетов сказок Аарне-Томпсона и этот сюжет зафиксирован под номером 20C и называется «Звери бегут от кончины мира (войны)») встречаются в фольклорной среде многих народов: калмыков (виновником оказывается заяц, испугавшийся упавшего в воду листа или яблока), марийцев (также заяц, но на этот раз испугавшийся упавшей ему на голову шишки), шотландцев (курице на голову падает горошина), тибетцев, афроамериканцев (братец Кролик пугается шелеста листьев и рубящего дерево дровосека, заодно вовлекая в панику Братца Лиса, обоих успокаивает Братец Черепаха), и, в том числе, русских (зайцу падает на голову яблоко, и, думая, что на него ведут погоню охотники, убегает, пугая четырёх водоносов — бабушку, её внучку, курицу и мышку). Самое раннее упоминание сказки с подобным сюжетом зафиксированы в Панчатантре — индийском сборнике сказок, басен и нравоучительных историй, датирующимся IV веком до н.э., и Джатаки — сборнике притч о жизни Будды Шакьямуни.
Характерной особенностью английской сказки являются имена персонажей, представляющие собой рифмы к названию их видовой принадлежности. Таким образом они создают особое созвучие: их имена буквально «нанизываются» одно на другое, что наряду с неоднократно повторяющимися эпизодами знакомства персонажей и объяснениями причины, по которой им надо идти к королю, образует нечто вроде ритмичной скороговорки.

## История публикации
Самый распространённый вариант сказки является переводом датского варианта, выполненной британским филологом Бенджамином Торпом в 1853 году. Хотя первый английский вариант под названием «The Remarkable Story of Chicken Little» был опубликован американским художником-иллюстратором и издателем Джоном Чендлером (англ. John Greene Chandler) ещё в 1840 году, начало сюжета заключается в том, что цыплёнок пугается упавшего на его хвост листа. В 1842 под редакцией Роберта Чемберса был опубликован шотландский народный вариант, на языке скотс.

## В культуре
- В английском языке фраза «небо падает» стало устойчивым выражением, являющимся аналогом русских «Не так страшен чёрт, как его малюют» и «У страха глаза велики» и обозначающим искреннюю веру в мнимое бедствие. Впервые данная фраза в качестве фразеологизма отмечается в издании словаря Уэбстера за 1895 год[13], но скорее всего, фразеологизм возник раньше.
- Самой известной экранизацией сказки является короткометражный диснеевский мультфильм «Цыплёнок Цыпа-Цыпа» 1943 года (реж. Клайд Джероними, худ.-постановщик Милт Каль). В мультфильме, так как он был выпущен во времена Второй мировой войны, присутствует пропагандистский подтекст: лис Фокси-Уокси является карикатурой на Гитлера, и прочитав «Майн Кампф» (в последующих версиях вместо него будет присутствовать некая книга по психологии), решает «нанести удар» по самому доверчивому и глупому обитателю птичника — собственно Цыпе-Цыпе, убеждая того, что небо падает, а в конце съедая и его, и всех его попутчиков (первоначально на могилках Цыпы-Цыпы и его друзей присутствовала свастика, в послевоенных редакциях также убранная). Мораль мультфильма заключается в борьбе со страхом и паникой, как факторами, приближающими победу врага и сводящими усилия по борьбе с ним на нет[14].
- Сюжет сказки обыгрывается в полнометражном мультфильме «Цыплёнок Цыпа» 2005 г., также снятым «Walt Disney Productions».
- В 2014 году американский писатель и художник иллюстратор Роберт Бёрд (англ. Robert Byrd) написал детскую книгу по мотивам сказки — «Храбрый Чикен-Ликен» (англ. Brave Chicken Little), где главным героем выступает сын Хенн-Пенни, цыплёнок Чикен-Ликен, которому и падает на голову жёлудь. Сказка заканчивается хэппи-эндом: Чикен-Ликен обводит Лиса воркуг пальца и освобождает себя и своих попутчиков[15].